# Хасанов, Карим Хасанович
Карим Хасанович Хасанов (1927, с. Понгаз, Аштский район, Ходжентский округ, Узбекская ССР, СССР — 5 июня 2016, Душанбе, Таджикистан) — советский таджикский юрист, председатель Высшего арбитражного суда Таджикистана (1982—1993), заслуженный юрист Таджикской ССР.

## Биография
Родился в семье дехканина.
В 1938 г. вместе с семьей переехал в Куйбышеский район (ныне А. Джоми) для освоения Вахшской долины. В 1943 г. окончил экстерном среднюю школу.
В 1949 г. окончил Ташкентский юридический институт, 1953 г. - курсы руководящих работников Прокуратуры СССР при военной юридической Академии Министерство обороны СССР.
Работал на различных руководящих постах органов прокуратуры:
- 1943 г. — помощник прокурора Куйбышевского района,
- 1949—1950 гг. — помощник прокурора г. Курган-тюбе,
- 1950—1952 гг. — прокурор г. Курган-тюбе,
- 1953 г. — помощник прокурора Республики Таджикистан,
- 1953—1954 гг. — прокурор г. Курган-тюбе,
- 1954 г. — и. о. прокурора отдела уголовного судебного надзора Прокуратуры СССР (Москва,1954),
- 1954—1955 гг. — прокурор Кулябской области,
- 1955—1957 гг. — прокурор г. Сталинабад,
- 1958—1962 гг. — прокурор Ленинабадской области,
- 1962—1963 гг. — прокурор г. Душанбе,
- 1963—1981 гг. — Заместитель генпрокурора Таджикистана,
- 1982—1993 гг. — Председатель Высшего арбитражного Суда Таджикской ССР, Республики Таджикистан.

Избирался депутатом Совета народных депутатов г. Курган-тюбе, г. Сталинабад, Кулябской и Ленинабадской областей.
Автор 8 монографий, 32 статей и книги «Главное дело жизни» (1999).
С 1994 г. находился на пенсии.

## Награды
- Звание «Государственный советник юстиции 3 класса — Генерал-майор юстиции» (1964)
- Почетное звание «Заслуженный юрист Таджикской ССР» (1972)
- Орден «Знак Почёта» (1972)
- Орден Дружбы народов (1991)
- Почетная грамота Верховного Президиума Таджикской ССР
- 10 медалей